# 列维奇方程
在电分析化学中，列维奇方程（Levich equation）是描述旋转圆盘电极与溶液界面附近物质扩散和流动的方程。由苏联电化学家韦尼阿明·G·列维奇于1942年提出，同时他也是旋转圆盘电极分析法的发明人。其用于预测在旋转圆盘伏安法中的极限扩散电流（{\displaystyle I_{L}}，又称列维奇电流）大小。通常情况下该法测得的电流-电势曲线为为S型，当电流不再随电势改变时，此时的电流大小即为极限电流。

## 方程与推导

### 方程
对于一个电化学反应：{\displaystyle Ox+ne^{-}\rightleftharpoons Red}，其中{\displaystyle Ox}为氧化态，{\displaystyle Red}为还原态。在反应过程为扩散控制情况下，则列维奇方程如下所示：
{\displaystyle I_{L}=0.62nFAD^{\frac {2}{3}}\omega ^{\frac {1}{2}}\nu ^{\frac {-1}{6}}C}
- {\displaystyle I_{L}}为极限电流，或列维奇电流，单位：A，
- {\displaystyle n}为反应转移电子数，
- {\displaystyle F}为法拉第常数=96485 C/mol，
- {\displaystyle A}为电极面积，单位：m2，
- {\displaystyle D}为要分析物质的扩散系数，单位：m2/s，
- {\displaystyle \omega }为旋转圆盘电极旋转的角速度，单位：rad/s，
- {\displaystyle \upsilon }为溶液的运动黏度，单位：m2/s，
- {\displaystyle C}为要分析物质的浓度，单位：mol/m3
- 为了保持量纲一致，系数0.620的单位为rad-1/2

其亦可写成电流密度{\displaystyle j_{L}}（单位：A/m2）的形式：
{\displaystyle j_{L}=0.62nFD^{\frac {2}{3}}\omega ^{\frac {1}{2}}\nu ^{\frac {-1}{6}}C}

### 推导
根据能斯特扩散层厚度{\displaystyle \delta }公式
{\displaystyle \delta =1.61\upsilon ^{\frac {1}{6}}D^{\frac {1}{3}}\omega ^{\frac {-1}{2}}}
当电极表面电活性物种浓度为0时，代入电流密度{\displaystyle j_{L}}的定义式
{\displaystyle j_{L}=nFD{\frac {C}{\delta }}}
即可得到以电流密度表示的列维奇方程。
对于式中的系数0.620具体推导过程，是由西奥多·冯·卡门和威廉·格默尔·科克兰根据纳维-斯托克斯方程求得电极表面速度分布后推导得到的。在柱坐标系下，轴向速度分布{\displaystyle v_{y}}和径向速度分布{\displaystyle v_{r}}为：
{\displaystyle v_{y}=-0.51\omega ^{\frac {3}{2}}\nu ^{\frac {-1}{2}}y^{2}}
{\displaystyle v_{r}=0.51\omega ^{\frac {3}{2}}\nu ^{\frac {-1}{2}}ry}
随后通过对稳态对流扩散方程进行积分即可得到列维奇方程：
{\displaystyle v_{y}{\Big (}{\frac {\partial C}{\partial y}}{\Big )}=D{\frac {\partial ^{2}C}{\partial y^{2}}}}
根据转速{\displaystyle \omega }的表达方式不同，列维奇方程前面0.62的系数有时也会发生相应改变，如{\displaystyle \omega }以赫兹（Hz）为单位时则变成1.554；用转每分钟（rpm）为单位则是0.201。
尽管列维奇方程已经满足大多数分析情况，但基于在速度表达式中使用更多项进行推导得到改进形式也是可行的。
简化形式
在其他条件固定的情况下，列维奇方程中除转速外其他因素可视作常数，可简化为一个常数B，称作列维奇常数：
{\displaystyle I_{L}=\underbrace {(0.620)nFAD^{\frac {2}{3}}\nu ^{\frac {-1}{6}}C} _{B}\,\omega ^{\frac {1}{2}}=B\,\omega ^{0.5}}